# 开平水
开平水又名大沙河、鹤洲水，位于中国广东省开平市西北部，是镇海水左岸支流，发源于大沙镇西南的天露山，向东北流经联山村、星山村、夹水村、大沙圩、五村等地后进入大沙河水库，于龙胜镇黄村以西出库后向东南流，经和兴村、龙胜圩、官渡村、桥新村、桥联村、那泔村、苍城镇楼田村、马冈镇横安村等地后，于苍城镇潭碧村转东流，至苍城下湾村汇入镇海水。河长56千米，河床平均比降2.46‰，流域面积470平方千米，年均径流量约5.15亿立方米。开平水在大沙河水库以上为上游段，穿行于山谷中，大沙河水库以下中下游段两岸为低丘平原，河道弯曲狭窄。大沙河水库建成后，中下游河道径流量减少，淤积较重。